# Медиен конгломерат
Медиен конгломерат (медийна империя, медиен холдинг, медиен концерн, медийна група, медийна корпорация, мултимедиен холдинг) е холдингова компания, притежаваща значително количество медийни ресурси. Такива компании участват в масмедийни начинания, като музика, телевизия, радио, издателска дейност, филми, видеоигри, тематични паркове или интернет. Седмичното списание The Nation коментира: „Медийните конгломерати се стремят към политики, които да улеснят техния контрол върху световните пазари.“
Най-големите медийни конгломерати са американски – The Walt Disney Company, Comcast, Warner Bros. Discovery, Paramount Global, Access Industries, Hasbro, Amazon. Критиците обвиняват големите медийни конгломерати, че доминират медиите и използват нечестни практики. Тъй като независимите медии стават все по-малко, има по-малко разнообразие в новините и развлеченията, което означава по-малко конкуренция.
В Канада, Австралия, Филипините и Нова Зеландия също се наблюдава концентрация на множество медийни предприятия в няколко компании. Други държави, които имат големи медийни конгломерати с влияние върху света, включват: Япония, Германия, Обединеното кралство, Италия, Франция, Китай, Мексико и Бразилия. Медийните конгломерати извън Съединените щати включват Fujisankei Communications Group (Fuji Television), Yomiuri Shimbun Holdings, Hubert Burda Media, ITV, ProSiebenSat.1, Mediaset, Axel Springer, JCDecaux, China Central Television, Alibaba Group, ABS-CBN Corporation, GMA Network, MediaQuest Holdings, Radio Philippines Network, Aliw Broadcasting Corporation, Advanced Media Broadcasting System, People's Television Network, Intercontinental Broadcasting Corporation, Presidential Broadcast Service, Viva Communications, Prasar Bharati, The Asahi Shimbun, Grupo Televisa, TV Azteca, Grupo Imagen, Grupo Globo, Baidu, GMM Grammy и Bertelsmann.